# カルスの奪還
行進曲『カルスの奪還』(ロシア語: Взятие Карса)はムソルグスキーが作曲した管弦楽のための行進曲。「荘厳行進曲」「凱旋行進曲」「トルコ行進曲」等と呼ばれる。演奏時間は5分前後。

## 作曲の経緯と初演
原曲は、オペラ・バレエ「ムラダ」のために作曲した「公と僧侶たちの行進」。1872年にロシア帝室劇場支配人のゲデオノフは、自身の台本によるオペラ・バレエ「ムラダ」をボロディン、キュイ、ムソルグスキー、リムスキー＝コルサコフ及びミンクスとの合作として企画、各人に作曲を依頼した。ムソルグスキーが割り当てられたのは第2幕、第3幕の音楽であったが、計画は中止となりムソルグスキーの作曲分もお蔵入りとなった。その後、リムスキー＝コルサコフは単独で「ムラダ」を完成させ、こちらは1892年に初演されている。
1880年、皇帝アレクサンドル2世即位25周年の記念祝賀行事の一つとして、皇帝が在位中に起きた重要事件等を活人画で上演する企画が持ち上がり、ロシアの作曲家12名に対し各場面の付随音楽を作曲するよう依頼があった。依頼に応え、ボロディンは「中央アジアの草原にて」を、チャイコフスキーは「ロシアの対トルコ宣戦の報を受けたときのモンテネグロ」を作曲したが、ムソルグスキーは露土戦争 (1877年-1878年)時のロシア軍によるトルコの要衝カルス占領を描くこととなり、旧作「公と僧侶たちの行進」にトルコ風の中間部を加え、完成したのが本作である。その後、活人画上演の企画自体は中止となったが、同年10月30日にナープラヴニークの指揮により初演され成功を収めた。

## 編成
ピッコロ、フルート2、オーボエ2、クラリネット2、ファゴット2、ホルン4、コルネット2、トランペット2、トロンボーン3、チューバ、ティンパニ、シンバル、バスドラム、スネアドラム、タンブリン、トライアングル、弦五部

## 構成
三部形式。コルネットとトランペットから始まるファンファーレに続き、4分の2拍子の勇壮な行進曲の主題がトロンボーン及びチューバで奏される。この主題はバラキレフが収集した「40のロシア民謡集」から借用されたもの。大休止の後、4分の4拍子に変わりピッコロが奏でる東洋的な主題の中間部に入るが、この部分のメロディはクルド人の民謡から採られたと言われる。その後、ファンファーレ、行進曲主題の順に再現される。